# A New World Record
A New World Record — шестой студийный альбом британской группы Electric Light Orchestra, вышедший в сентябре 1976 года. Альбом был ремастирован и переиздан в 2006 году с добавлением шести бонус-треков.

## Об альбоме
A New World Record стал первым альбомом группы, попавшим в десятку лучших в Великобритании (три предыдущие альбома имели большой успех в США, но не на родине музыкантов). Альбом получил платиновый статус и в Великобритании, и в США, в течение первого года после выхода было продано пять миллионов копий. Как и предыдущий альбом, A New World Record был записан на мюнхенской звукозаписывающей студии Musicland Studios.
Он породил четыре сингла:
- «Livin’ Thing» (1976, британский сингл имел на второй стороне композицию «Fire On High» с альбома Face the Music, а американский — «Ma-Ma-Ma Belle» с альбома On the Third Day),
- «Rockaria!» (1977, с песней «Poker» из альбома Face the Music на второй стороне),
- «Do Ya» (1977, с песней «Nightrider» из альбома Face the Music на второй стороне),
- «Telephone Line» (1977, с песней «Poor Boy (The Greenwood)» из альбома Eldorado на второй стороне в США, в Великобритании к ней была добавлена композиция «King of the Universe» с альбома On the Third Day).

В начале песни «Mission (A World Record)» Джефф Линн произносит слова, о которых Келли Гроукат как-то сказал: «Я люблю этот вопрос… Вот ответ, который вы искали все эти годы… Готовы?… Ждёте его?… Это так просто, когда вы узнаете. Он сказал: „Это ИРФФЕЖД ННИЛ зовёт тебя с планеты Земля“. Да, это ДЖЕФФРИ ЛИНН наоборот».

## Композиции
Первая сторона:
1. «Tightrope» — 5:00
2. «Telephone Line» — 4:38
3. «Rockaria!» — 3:12
4. «Mission (A World Record)» — 4:24

Вторая сторона:
1. «So Fine[англ.]» — 5:55
2. «Livin’ Thing» — 3:31
3. «Above the Clouds» — 2:16
4. «Do Ya» — 3:45
5. «Shangri-La» — 5:34

Переиздание (CD 2006 года)
1. «Telephone Line» (другой вокал) — 4:41
2. «Surrender» — 2:37
3. «Tightrope» (Instrumental early rough mix) — 4:55
4. «Above the Clouds» (Instrumental rough mix) — 1:14
5. «So Fine» (Instrumental early rough mix) — 4:16
6. «Telephone Line» (Instrumental) — 4:51

## Участники записи
- Джефф Линн — вокал, гитара, перкуссия, электронное пианино
- Бив Бивэн — ударные, Minimoog, перкуссия, бэк-вокал
- Ричард Тэнди — электронное пианино, Minimoog, Micromoog, гитара, клавесин, рояль, Mellotron M400, перкуссия, бэк-вокал
- Келли Гроукат — вокал, бас-гитара, перкуссия, бэк-вокал
- Мик Камински — скрипка, Maestro Echoplex, Univox Univibe
- Хью Макдауэлл[англ.] — виолончель, Systech Phaser, Mu-Tron III, Mu-Tron Phasor, Maestro Echoplex
- Мэлвин Гейл[англ.] — виолончель, Maestro Echoplex

Приглашенные музыканты
- Мэри Томас[англ.] — оперный вокал
- Патти Кватро — вокал
- Бри Брандт[англ.] — вокал
- Эдди Ли — вокал
- Райнхольд Мак — звукоинженер
- Оркестр под руководством Льюиса Кларка[англ.]
- Дуэйн Скотт — звукоинженер

## Позиции в хит-парадах
| Хит-парад (1976—1978)               | Высшая позиция |
| ----------------------------------- | -------------- |
| Австралия (Kent Music Report)       | 1              |
| Австрия (Ö3 Austria)                | 9              |
| Великобритания (UK Albums Chart)    | 6              |
| Германия (Offizielle Top 100)       | 7              |
| Дания (Hitlister)                   | 8              |
| Канада (RPM Top Albums)             | 1              |
| Нидерланды (Album Top 100)          | 2              |
| Новая Зеландия (RMNZ)               | 4              |
| Норвегия (VG-lista)                 | 9              |
| США (Billboard 200)                 | 5              |
| США (Cash Box Top 100 Albums)       | 10             |
| Финляндия (Suomen virallinen lista) | 1              |
| Швеция (Sverigetopplistan)          | 1              |
| Япония (Oricon)                     | 60             |

| Хит-парад (1976)                | Позиция |
| ------------------------------- | ------- |
| Канада (RPM Year-End)           | 60      |
| Нидерланды (Dutch Albums Chart) | 37      |
| Хит-парад (1977)                | Позиция |
| Австралия (Kent Music Report)   | 2       |
| Австрия (Austrian Albums Chart) | 21      |
| Великобритания (Gallup Poll)    | 16      |
| Канада (RPM Year-End)           | 3       |
| Нидерланды (Dutch Albums Chart) | 48      |
| США (Billboard Year-End)        | 6       |
| ФРГ (Offizielle Top 100)        | 20      |
| Хит-парад (1978)                | Позиция |
| Австралия (Kent Music Report)   | 22      |
| Великобритания (Gallup Poll)    | 47      |

## Сертификации
}
}
}
}
| Регион | Сертификация  | Продажи    |
| --- | ------------- | ---------- |
| Великобритания (BPI) | Платиновый    | 300 000^   |
| Канада (Music Canada) | 2× Платиновый | 200 000^   |
| Нидерланды (NVPI) | Золотой       | 50 000^    |
| США (RIAA) | Платиновый    | 1 000 000^ |
| Финляндия (Musiikkituottajat)                                                                                            | Золотой       | 25 000     |
| * Данные о продажах приведены только на основе сертификации. ^ Данные о тиражах приведены только на основе сертификации. |               |            |